# De mal en pis (Robinson)
Pour l’article homonyme, voir De mal en pis (Garulfo).
De mal en pis (anglais : Box-Office Poison) est une bande dessinée américaine en noir et blanc d'Alex Robinson, publiée sur 21 numéros entre 1996 et 2000 par Antarctic Press. La série est proposée en édition reliée en 2001 chez Top Shelf.
Longue de plus de 600 pages, elle est traduite en 2004 en français chez les éditions Rackham.
Le récit présente la vie et les épreuves d'un groupe de jeunes gens à New York.

## Synopsis
Sherman, Ed, Dorothy viennent de terminer leurs études et arrivent à New York. Ils rencontrent toute une galerie de personnages, connaissent leurs premières expériences professionnelles, amoureuses et se posent des questions existentielles.

## Prix
- 2001 : prix Eisner du talent méritant une plus grande reconnaissance
- 2005 : prix du meilleur premier album du festival d'Angoulême (pour son édition française)[2]

## Réception
Ce roman graphique a reçu d'excellentes critiques :
- 4,5 sur 5 chez bedetheque[3]
- 4 sur 5 chez Bdthèque[1]
- 3,95 sur 5 chez Babelio[4]
- 4 sur 5 chez senscritique.com[5]
- 7,4 sur 10 chez BD Gest[6]